# Château de Heisdorf
Le château de Heisdorf situé dans le village de Heisdorf au cœur du Luxembourg est érigé par le baron Lippmann à la fin du XIXe siècle. Entouré d'un grand parc, il est conçu par l'architecte belge Charles Thirion. 
En 1916, la congrégation religieuse des Sœurs de la doctrine chrétienne acquiert la propriété pour en faire une maison de convalescence pour leur communauté. En 1982, elle est ouverte comme maison de retraite sous le nom de « Maison de retraite Marie-Consolatrice ». En 2007, une nouvelle aile est ajoutée au bâtiment par le cabinet d'architecture Hermann, Valentiny and Partners, afin d'offrir des installations de meilleure qualité à ses personnes âgées.

## Historique
En 940, Heisdorf est mentionné pour la première fois dans un document, lorsque l'empereur du Saint-Empire Otton Ier confirme la propriété de l'abbaye Saint-Maximin de Trèves à Hehchichesdorf. C'est probablement vers cette époque, au Xe ou XIe siècle, qu'un château est construit à cet endroit avec une tour fortifiée dont les ruines ont subsisté jusqu'en 2006.
En 1314, Heinrich von Stein, ou de Lapide, est mentionné pour la première fois dans les archives comme seigneur de Heisdorf et propriétaire du château.
En 1639, le baron Jean de Beck achète le château aux descendants des propriétaires médiévaux afin de construire un nouveau château qui est achevé en 1645. Jean de Beck, qui avait acquis une grande fortune ainsi qu'un titre de noblesse alors qu'il était au service de l'armée autrichienne, a également construit un château à Beaufort. Le château de forme carré comprenait une enceinte fortifiée ainsi qu'une tour à chaque extrémité. En direction de l'Alzette, il y avait une grande tour médiévale. L'ensemble est construit le long de la route principale, où se trouvait également l'entrée principale, et se composait de trois ailes. Le château a été détruit en 1681 par l'invasion des troupes françaises, mais a été reconstruit en 1685.
En 1711, les descendants de Jean de Beck vendent le château à Guillaume-François et Philippe de Marchant qui possèdent une forge à Dommeldange.
En 1766, lorsqu'un cadastre fut établi sous l'impératrice Marie-Thérèse d'Autriche, le château est tombé en ruines et n'est plus occupé que par un gardien.
En 1778, le château passe successivement aux mains de deux familles alsaciennes, d'abord les Mohr de Waldt, puis les de Reinach.
En 1878, leurs descendants vendent la propriété au banquier Léon Lippmann et à son épouse Lina Nathan. Après la mort de Léon Lippmann en 1883, sa veuve fait démolir l'ensemble de Jean de Beck, pour en construire un nouveau.
En juillet 2020, les écuries du château de Heisdorf, datant visiblement du temps de Beck, sont démolies malgré les réticences de la population locale. L'ancien directeur du Service des sites et monuments nationaux Georges Calteux estime que le classement du bâtiment comme monument national a été « court-circuité en cours de route » car l'ancien secrétaire d’État à la Culture, Guy Arendt, n'a pas donné suite au dossier, malgré des rappels.

## Le château

### Vue d'ensemble
Le château se compose de deux ailes à angle droit l'une par rapport à l'autre. L'entrée principale se trouve au milieu du bâtiment, dans la tour carrée qui relie les deux ailes. L'extrémité de l'aile, du côté de l'Alzette, est constituée d'une tour ronde avec un toit en forme de coupole, surmonté d'une flèche. Cette tour contient la salle des chevaliers. De l'extérieur, un escalier monumental mène au premier étage de la tour. Au-dessus de l'entrée principale, on peut apercevoir l'inscription des années 1645 et 1888. Le château actuel est construit en 1888, à l'endroit où Jean de Beck avait construit un château en 1645. Le château comprend une chapelle, qui est construite par les Sœurs en 1924, sur le côté de la rue principale, où les deux ailes sont reliées.

### La chapelle
La chapelle est construite en 1924 et rénovée dans les années 2005-2006. Les éléments suivants sont d'une importance culturelle :
- une sculpture en bois de Jésus sur la croix. Elle est vraisemblablement réalisée dans un atelier en Lorraine. En 1983, les Sœurs l'ont apportée de Nancy à Heisdorf ;
- un chemin de croix en émail, par l'entreprise Schwarzmann à Trèves ;
- des fenêtres serties de plomb de Gust Zanter.

### Les dépendances
Deux autres bâtiments sont liés au château : la maison Regina-Pacis reliée au château par un pont, ouverte en 1992 et conçue par l'architecte Michel Mousel.
Le château possède également une aile moderne, du côté de Walferdange ; celle-ci est achevée en 2007, selon un projet du cabinet d'architectes Hermann & Valentiny.
Le long de la route de Mullendorf (chemin repris no 124) se trouve un bâtiment de service du début du XIXe siècle, qui comprend trois entrées de portail de l'ancien château du baron Jean de Beck. L'un des portails comprend ses armoiries, celles de son épouse Catherine de Capelle ainsi que la date de 1645.

### Le parc
Le domaine du château comprend un grand parc, le long de la route principale (Route nationale 7), dont il est séparé par un haut mur. Le parc est rénové après 1910, ce qui a laissé les vieux arbres debout. Deux d'entre eux, un pin noir et un chêne, sont comptés parmi les « arbres remarquables » du Luxembourg.
Dans le parc, il y a trois bâtiments séparés, qui sont utilisés à des fins sociales :
- la Haus Marie-Consolatrice (ouverte en 1982), du côté de Mullendorf : une maison de retraite ;
- la Haus Nico-Kremer, également appelée Foyer du Tricentenaire (1996), un foyer pour handicapés ;
- le Chalet Ginkgo (l'ancien bâtiment de la blanchisserie) ; utilisé depuis 1980 par des groupes de jeunes.